# Patrick Guérineau
Pour les articles homonymes, voir Guérineau.
 (juillet 2025).
Si vous disposez d'ouvrages ou d'articles de référence ou si vous connaissez des sites web de qualité traitant du thème abordé ici, merci de compléter l'article en donnant les références utiles à sa vérifiabilité et en les liant à la section « Notes et références ».
Patrick Guérineau est un acteur français, né le 11 janvier 1972.

## Biographie

### Carrière
Après une formation au cours Florent et à l’Atelier du Théâtre national de Chaillot, Patrick Guérineau suit plusieurs stages d'interprétation dirigés par Philippe Adrien, Dominique Boissel ou encore René Loyon, qui le met en scène de nombreuses fois au théâtre dans du Molière (Tartuffe, Le Misanthrope, Les Femmes savantes…) ou encore Lorca (Yerma), Pirandello (Le Jeu des rôles). Il interprète le jeune juge Phellipaux dans L'Émission de télévision de Michel Vinaver au Théâtre de l'Est parisien.
Comédien de télévision, il apparaît notamment dans des séries à succès telles que Plus belle la vie dans le rôle de Samuel Tablonka durant la 3e saison et également Sous le soleil avec une apparition au début de la série en tant que professeur de tennis du jeune Tom Devos, et ensuite pour 3 épisodes de la dernière saison (saison 13) dans le rôle d'Yvan. Il fait une apparition également dans des séries phares de TF1 (Julie Lescaut avec Véronique Genest, Les Cordier, juge et flic avec Pierre Mondy, Le juge est une femme avec Marine Delterme, Une femme d'honneur avec Corinne Touzet, Sœur Thérèse.com avec Dominique Lavanant…).
Depuis 2006, il tient le rôle récurrent de Xavier, le barman charmeur de la saga Camping Paradis aux côtés de Laurent Ournac.
Côté télévision, il participe à plusieurs fictions, dont Les enfants, j'adore ! (avec Claire Borotra, Yvon Back et Laurent Ournac, son partenaire de Camping Paradis), Une femme en blanc, Hôpital souterrain, Le temps est à l'orage…
Au cinéma, il fait quelques apparitions notamment dans Mes stars et moi de et avec Lætitia Colombani et Kad Merad, Célibataires de Jean-Michel Verner, Les Fragments d'Antonin de Gabriel Le Bomin. Il tient un rôle-titre dans Croisière de Nathalie Cagnard.
Patrick Guérineau participe à de nombreux courts métrages, dont Le Rêve (avec Frédéric Épaud), Libre Échange (avec Lætitia Colombani), Antinome, Pas bouger (avec Lætitia Colombani), et s'essaie à la conception-réalisation et interprétation avec Dérapages.
Dans la publicité également, Patrick joue un père de famille pour la marque Saint-Albray, les supérettes Shopi et pour la marque Numericable avec la participation de Laurent Baffie.

### Vie privée
Patrick Guérineau a épousé Lou, le 20 juin 2015 à la mairie du onzième arrondissement de Paris. Leur fils Paul est né le 9 juillet 2018. Leur fille Charlie est née le 1er avril 2020. Il a également un fils, Arthur, né en 2000 d'une précédente union.

## Filmographie

### Télévision
- 1998 : Extra Zigda : Berny (saison 1, épisode 11)
- 1998 : Les Vacances de l'amour : Pedro
- 2002 : Garonne : Dominique (épisode 2)
- 2002 : Sous le soleil : le prof de tennis
- 2002 : Une femme d'honneur : le dragueur de Louise Ravenot (épisode À cœur perdu)
- 2004 : Les Cordier, juge et flic : Eduardo (épisode Raison d'État)
- 2005 : Faites comme chez vous ! : Robin (épisode Des voisins et des couffins)
- 2005 : Sœur Thérèse.com : Léo Parly (épisode Marché conclu)
- 2006 : Alice Nevers : le juge est une femme : Christophe Fontaine (épisode Des goûts et des couleurs)
- Depuis 2006 : Camping Paradis : Xavier, le barman du camping
- 2007 : Plus belle la vie : Samuel Tablonka
- 2008 : Pas de secrets entre nous : Anthony
- 2008 : Sous le soleil : Yvan, mari de Jessica (saison 14)
- 2014 : Commissaire Magellan (épisode Reflet de cristal)
- 2015 : Falco : Rémi de Butler (saison 3, épisode 9)
- 2018 : Joséphine, ange gardien : Xavier (saison 18, épisode 4 : Trois campeurs et un mariage)
- 2019 : Nina : de Jérôme Portheault : Charles (saison 5, épisode 7)
- 2021 à 2024 : Demain nous appartient : Etienne Curtis

### Cinéma
- 2021 : Les Olympiades de Jacques Audiard : Jérôme

## Théâtre
- 1995 : Croque-monsieur de Marcel Mithois, mise en scène Raymond Acquaviva
- 1999 : Le Jeu des rôles de Luigi Pirandello, mise en scène René Loyon
- 2000 : Le Misanthrope de Molière, mise en scène René Loyon
- 2001 : Le Silence de Molière de Giovanni Macchia, mise en scène René Loyon
- 2002 : Yerma de Federico Garcia Lorca, mise en scène René Loyon
- 2004 : L'Émission de télévision de Michel Vinaver, mise en scène René Loyon
- 2006 : Tartuffe de Molière, mise en scène René Loyon
- 2013 : Du piment dans le caviar de Caroline Greep, mise en scène Thierry Lavat
- 2019 : Espèces menacées de Ray Cooney, mise en scène Arthur Jugnot

## Émissions de télévision

### Participation
- 2016 : Fort Boyard sur France 2